# Démocratie nouvelle
Démocratie nouvelle est une revue mensuelle créée en 1947 par le Parti communiste français. Dirigée, de sa création jusqu'à la fin de sa parution en 1968, par Jacques Duclos, ses rédacteurs en chef successifs sont deux parlementaires chevronnés, Joanny Berlioz puis Pierre Villon. Journaliste professionnel, Paul Noirot en a été le rédacteur en chef-adjoint de 1953 jusqu'en 1968. Elle traite principalement de politique étrangère et de questions internationales. Confrontée aux difficultés financières de l'ensemble de la presse communiste et à des dissensions politiques internes au sein du PCF, elle cesse de paraître en octobre 1968.

## Historique

### La création en janvier 1947, avant la "guerre froide"
Créée en janvier 1947, plus de neuf mois avant la fondation à Moscou du Kominform, la revue est présentée par le PCF comme un " lieu de rencontre " entre les dirigeants des partis communistes, et se fait connaître par la suite pour avoir  publié des études de plusieurs d'entre eux.
En octobre 1947, la fondation à Moscou du Kominform censé être lui aussi un lieu de coordination des partis communistes  de tous les pays entraîne la création par ce dernier d'une revue qui prive sa concurrente française de son objet, et elle se recentre sur un lectorat français, bénéficiant d'une certaine autonomie car Raymond Guyot vient de reprendre le secteur international au PCF mais sans reprendre la revue à Jacques Duclos. 
L'espace de liberté est acquis d'autant plus tôt que la création du Kominform  en octobre ne fait l'objet d'aucune information du PCF, ni à ses militants ni aux journalistes. Paul Noirot, futur cadre de la revue est alors en poste à l'AFP et n'a pas connaissance de cet évenement. La création de la revue s'effectue à un moment où l'hebdomadaire issu de la Résistance Action (hebdomadaire) a encore un lectorat important et un espace de liberté au sein de la presse communiste, qui seront réduits en 1949.

### L'arrivée de Paul Noirot
Jacques Duclos et le rédacteur en chef Joanny Berlioz, , sénateur-maire PCF d'Épinay-sur-Seine, ex rédacteur en chef du bulletin de l'Internationale communiste avant-guerre, Correspondance internationale, reçoivent dès 1951 le renfort, sous forme de pigiste, d'un journaliste expérimenté, Paul Noirot,  fils d'un cofondateur de  l'Agence France-Presse, où il a été recruté en 1945 avant de devenir un syndicaliste CGT, licencié en 1951, peu de temps après avoir mené une grève. En novembre 1951, il rejoint la rédaction de Ce soir, quotidien communiste dont Pierre Daix a été promu rédacteur en chef, depuis avril 1950.   
Paul Noirot est chargé de la politique étrangère pendant près d'un an à Ce soir , où il est considéré[réf. nécessaire] comme un contestataire et ne quitte cette seconde rédaction que peu avant la disparition en février 1953 de ce journal, quand il insiste pour obtenir un poste de journaliste permanent à Démocratie nouvelle, y parvenant juste avant le déclenchement le 13 février 1953 de l'affaire du Complot des blouses blanches.
À partir de 1958, la revue, toujours mensuelle, s'est donné un nouvel objectif, consistant à ouvrir le dialogue au-delà des frontières du monde communiste, sur fond de Guerre d'Algérie.

### Les années 1960
Le rédacteur en chef-adjoint Paul Noirot fonde l’Association de solidarité franco-africaine et poursuit ensuite la collaboration avec des milieux favorables au FLN, voyageant en Algérie en 1966 mais aussi en Chine maoiste et dans de nombreux pays de l’Est. Les articles de Démocratie nouvelle apportent un prudent soutien aux réformes de Khrouchtchev en URSS et parvient à conserver une relative autonomie, au moment où Maurice Kriegel-Valrimont est licencié d'une autre publication du PCF, France Nouvelle. Les débats au sein du parti communiste de Tchécoslovaquie font l'objet de deux numéros spéciaux, en mai 1964 puis en septembre 1966, ce qui permet à la revue d'être première, au début de 1968, à publier une interview de Alexander Dubček, premier secrétaire du Parti communiste tchécoslovaque en 1968-1969  et figure centrale du Printemps de Prague, écrasé par les chars russes durant l'été 1968, mais cet interview cause le renvoi de Paul Noirot car elle a irrité la direction du PCF puis l'exclusion de Noirot.
Entre-temps, dès décembre 1967, en période de rapprochement entre PCF et SFIO, Paul Noirot prend l'initiative de lancer trois débats publics avec la Revue socialiste et avec le Nouvel Observateur, qui vont attirer au Palais de la Mutualité à Paris d'importants auditoires, dans les mois précédant les événements de Mai 68.  Début octobre, son équipe de direction tente sans succès d'obtenir la publication d'un nouveau numéro spécial sur la Tchécoslovaquie, alors que dans la nuit du 20 au 21 aout 1968, les forces du Pacte de Varsovie sont entrées en Tchécoslovaquie.
Le dernier numéro de Démocratie nouvelle, est daté de juin-juillet 1968 et contient des entretiens avec Čestmír Císař (de) sur le Printemps de Prague, Hélène Mabille sur le syndicalisme femme CGT, ou encore avec Aimé Halbeher sur les usines Renault. La direction du PCF ne lui pardonne pas le titre : « Pour servir l’histoire du mouvement de mai 1968… et pour préparer demain », et exige de Pierre Villon qu'il démissionne pour le remplacer par Jacques Denis. La revue Politique aujourd'hui, créée par Noirot pour remplacer Démocratie nouvelle ne réussit pas plus que celle-ci à acquérir et stabiliser un lectorat qui assurât sa pérennité financière. 